# Le Vernet-Sainte-Marguerite
Le Vernet-Sainte-Marguerite är en kommun i departementet Puy-de-Dôme i regionen Auvergne-Rhône-Alpes i centrala Frankrike. Kommunen ligger i kantonen Saint-Amant-Tallende som tillhör arrondissementet Clermont-Ferrand. År 2022 hade Le Vernet-Sainte-Marguerite 329 invånare.

## Befolkningsutveckling
Antalet invånare i kommunen Le Vernet-Sainte-Marguerite
| Referens: INSEE |